# Henry Sigerist
Henry Ernest Sigerist (Parigi, 7 aprile 1891 – Pura, 17 marzo 1957) è stato uno storico della medicina svizzero naturalizzato statunitense.

## Biografia

### Origini e primi anni
Nato in una ricca famiglia svizzera, Sigerist fu nipote dal ramo paterno di un commerciante di vini e, dal ramo materno, di Johannes Wiskemann, un orafo che aveva aperto una piccola fabbrica di placcatura di metalli. Figlio di Ernst Heinrich Sigerist (1860-1901) — commerciante proveniente da Sciaffusa, fondatore dell'azienda di scarpe Chaussures Raoul e proprietario di oltre cento negozi in Francia — e di Emma Wiskemann (1865-1954), originaria di Zurigo, Henry Sigerist crebbe tra Parigi e, dall'età di dieci anni, Zurigo. Diplomatosi nel 1910 al Literargymnasium di Zurigo, nello stesso anno cominciò a studiare filologia orientale prima all'Università di Zurigo e poi al Collegio universitario e al Collegio del Re di Londra fino al 1912, anno in cui si spostò tra Zurigo e l'Università Ludwig Maximilian di Monaco per studiare medicina; a partire dal 1912 entrò nel corpo sanitario dell'esercito svizzero. Nel 1916 sposò Emmy Mina Escher (1893-1978) e nel 1917 si laureò in medicina a Zurigo, avendo come relatore di tesi Max Cloëtta; nel 1918 nacque la sua primogenita Erica Sigerist (1918-2003).

### Carriera accademica
Nel 1919 visitò Karl Sudhoff, il quale aveva fondato da poco l'Istituto di storia della medicina dell'Università di Lipsia: questo lo spinse a studiare storia della medicina e a ottenere la libera docenza all'Università di Zurigo nel 1921 dopo aver presentato una tesi sull'antidotario altomedievale. Il ventitré febbraio 1922 nacque la sua figlia secondogenita Nora Beate Sigerist (1922-2019) e nello stesso anni egli concluse la propria esperienza nel corpo sanitario dell'esercito svizzero.
Nel 1924 Sigerist fu nominato professore di storia della medicina all'Università di Zurigo fino al 1925, quando all'età di trentaquattro anni succedette a Sudhoff nella direzione dell'Istituto a Lipsia. Tra il 1931 e il 1932 viaggiò e fece lezioni negli Stati Uniti d'America, esperienza che lo portò a prendere il posto di William Henry Welch come direttore dell'Istituto di storia della medicina dell'Università Johns Hopkins di Baltimora, creato sul modello lipsiano: trasformò l'istituto in un centro nazionale di storia della medicina e fondò nel 1933 la rivista accademica Bulletin of the History of Medicine, diventandone direttore. Tra il 1935 e il 1938 compì tre viaggi nell'Unione Sovietica, nel 1937 fu eletto presidente dell'associazione statunitense di storia della medicina, diventando prima nel 1938 vicepresidente della Società internazionale di storia della medicina e poi nel 1939 presidente della Società di storia della scienze. A cavallo fra il 1939 e il 1940 viaggiò e tenne lezioni in Sudafrica. Il tredici settembre 1943 ottenne la cittadinanza statunitense e nello stesso anno diventò direttore della rivista specializzata American Review of Soviet Medicine.

### Ultimi anni
Nel 1947, concludendo la direzione delle riviste scientifiche, si trasferì a Pura, in Svizzera, avviando una collaborazione con l'Università di Yale in qualità di ricercatore associato. Tra il 1950 e il 1952 tenne delle lezioni nel Regno Unito e il diciotto ottobre 1954 fu ricoverato in un ospedale di Lugano dopo essere stato colpito da un'embolia cerebrale, che gli paralizzò il lato destro e lo impossibilitò a parlare.
Sua figlia Erica fece la bibliotecaria all'Organizzazione mondiale della sanità a Ginevra e sposò l'accademico ciminnese Anthony P. Campanella (1912-2002); mentre sua figlia Nora — che sposò il compositore statunitense Jack Beeson, da cui ebbe due figli, Christopher Beeson (1950-1976) e Miranda Beeson (n. 1953) — studiò lingue slave, divenne condirettrice della rivista accademica American Slavic Review e curò la pubblicazione degli scritti autobiografici del padre in inglese.
Inizialmente vicino alle posizioni del socialismo cristiano, successivamente Sigerist aderì al marxismo anche grazie a Erwin Ackerknecht, membro dell'Istituto lipsiano e capo del movimento giovanile trotskista tedesco; durante gli anni trascorsi negli Stati Uniti, Sigerist fu un forte fautore dell'assistenza sanitaria universale.

## Opere
- Henry Sigerist, Einführung in die Medizin, Lipsia, Thieme, 1931.
  -  Henry Sigerist, Introduzione alla medicina, traduzione di Gustavo Barbensi, Firenze, Sansoni, 1938.
- Henry Sigerist, Große Ärzte, Monaco di Baviera, Julius Friedrich Lehmann, 1932.
- Henry Sigerist, Amerika und die Medizin, Lipsia, Thieme, 1933.
- Henry Sigerist, Socialized Medicine in the Soviet Union, New York, W. W. Norton & Company, 1937.
- Henry Sigerist, Medicine and human welfare, New Haven, Yale University Press, 1941.
- Henry Sigerist, Civilization and Disease, Ithaca, Cornell University Press, 1943.
- Henry Sigerist, Autobiographical Writings, Montreal, McGill University Press, 1966.